# Juan Maldonne
Juan Maldonne est un roman de Michel Dard publié le 1er octobre 1973 aux éditions du Seuil et ayant reçu la même année le prix Femina.

## Éditions
- Juan Maldonne, éditions du Seuil, 1973,  (ISBN 2020012200).